# Cañardo
Cañardo (arag. Canyardo) – opuszczona miejscowość w Hiszpanii, w Aragonii, w prowincji Huesca, w comarce Alto Gállego, w gminie Sabiñánigo.
W miejscowości nie mieszka żadna osoba. W 1920 roku liczyła 16 mieszkańców. Od lat 60. XX wieku pozostaje niezamieszkana.